# Oscar Mazzei
Oscar Mazzei Carta (Barquisimeto, Lara, 26 de noviembre de 1907-Caracas, 27 de mayo de 1988) fue un militar y político venezolano. Ocupó el cargo de Ministro de la Defensa durante el gobierno de Marcos Pérez Jiménez.

## Primeros años
Hijo de Coronel Amadeo Mazzei Mazzei y Domitila Carta. Realizó estudios de educación primaria y media, en  Barquisimeto y Caracas, graduándose  de Bachiller en Filosofía y Letras, ingresó a la Escuela Militar de Venezuela desde el 7 de mayo de 1924 hasta egresar el 27 de diciembre de 1927, con el grado de Alférez Mayor y primero de su promoción.
Fue a Estados Unidos en 1929 realizando estudios de Ingeniería Civil en el Instituto Politécnico Rensselaer (RPI), en Troy, New York,  regresando a Venezuela,  ya para terminar la carrera y obteniendo el grado de Doctor en Ciencias Físicas y Matemáticas de la Universidad Central de Venezuela (UCV) en el año de 1934. Pasó luego a la Escuela de Ingenieros Militares de Santiago de Chile (15-7-1936) para realizar allí estudios de aplicación  de sus conocimientos técnicos de Ingeniería al Servicio Militar, obteniendo el diploma correspondiente al curso el 15 de agosto de 1938.

## Carrera como militar

### Especializaciones

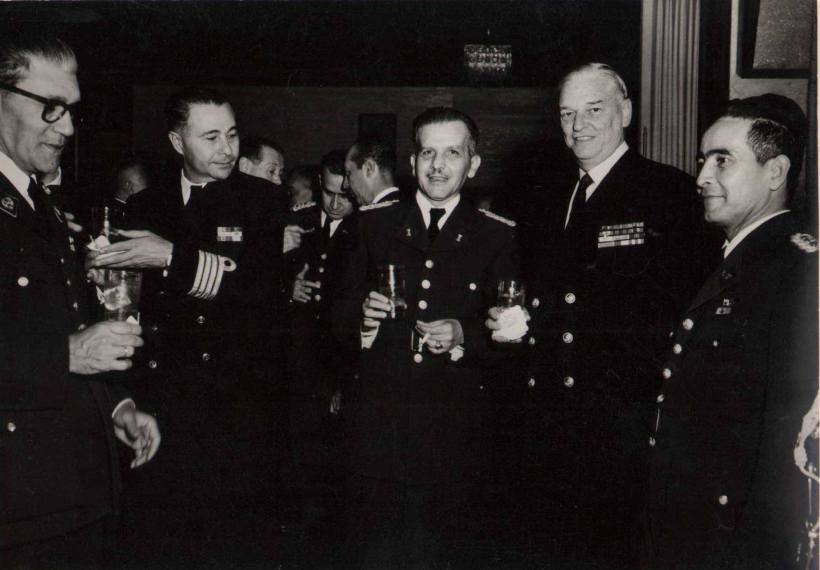
Oscar Mazzei (centro), junto a Jesús María Castro León y oros miembros del alto mando militar.

En el año 1939,  fue miembro de la Comisión de Pruebas, para la compra de armas belgas, destinadas al Ejército de Venezuela. Ayudante Especial del General Inglés Stokes Robert, Comandante en Jefe de las Fuerzas Inglesas del Caribe.
Posteriormente en los Arsenales de Edgewood, Maryland (EE. UU.), hizo estudios de Guerra Química, del entre febrero y noviembre de 1942 y finalmente entre noviembre de 1942 y abril de 1943, siguió cursos especiales en la Escuela de Mando y Estado Mayor de los Estados Unidos del Norte en Fort Leavenworth.

### Labor en el gobierno

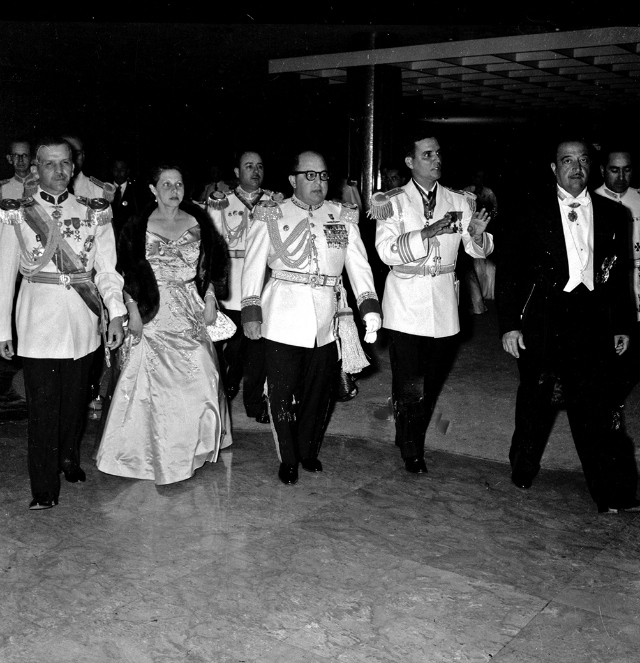
Oscar Mazzei y su esposa, Pérez Jiménez, Wolfgang Larrazábal y José Giacopini.

Fue designado ministro de Telecomunicaciones en 1949, cargo que ocuparía hasta 1953 donde sería designado como ministro de la Defensa, y se convirtió en hombre de confianza para Pérez Jiménez.
Fue propulsor de la creación del Servicio de Información de las Fuerzas Armadas (S.I.F.A), que años más tarde se convertirá en la Dirección de Inteligencia Militar (D.I.M), del Hospital Militar Carlos Arvelo. Fue encargado en varias oportunidades de la Presidencia de la República  tras los viajes de gira del Presidente Marcos Pérez Jiménez, desde los cargos que representó, fue propulsor del desarrollo de las principales vías de comunicación  terrestre, marítimas y aéreas, durante la dictadura militar. Publicó Trabajos Técnicos relativos a Historia del Hierro y del Acero; y Predeterminación de la resistencia del hormigón.

## Años posteriores
Después de  la caída de la dictadura, se inició por parte de la Comisión Investigadora de Enriquecimiento Ilícito, investigaciones a los funcionarios Perezjimenistas, la misma alcanzó a 15 funcionarios del régimen militar, por presumirse su autoría en “delitos contra la cosa pública”, una de las acciones fue la de ocupar los bienes de Marcos Pérez Jiménez y de su familia. Un mes después, la comisión embargó títulos nominales por un valor de más de 25 millones de bolívares (aproximadamente 8,5 millones de dólares) a Laureano Vallenilla-Lanz Planchart, miembro del gobierno militar, y otros 20 millones de bolívares a Oscar Mazzei Carta; Pablo Salas Castillo, exdirector del Seguro Social (posteriormente jefe de Cruzada Cívica Nacionalista); Guillermo Cordido Rodríguez, exgobernador de Yaracuy; y Edgar Domínguez Michelangelli, exgobernador de Portuguesa.

## Vida privada
Se casó Mercedes Eliza Sosa La Roche con la que tuvo 6 hijos, y con quién se divorció, posteriormente se casó con Olga Morean. También se le conocen dos hijos fuera de matrimonio, con Elvira Silva de Urdaneta.
Óscar Ramón Silva. Carmen Teresa Silva.

## Condecoraciones
- Orden del Libertador, grado de caballero, 24 de junio de 1945.
- Orden Militar "Rafael Urdaneta", 23 de junio de 1946.
- Gran Oficial de la Orden Real de la Estrella Polar, otorgada por Su Majestad el Rey de Suecia.
- Gran Cordón de la Orden del Libertador, 5 de julio de 1949